# هگزابورید کلسیم
هگزابورید کلسیم (به انگلیسی: Calcium hexaboride) با فرمول شیمیایی CaB۶ یک ترکیب شیمیایی با شناسه پاب‌کم ۱۶۲۱۲۵۲۹ است. که جرم مولی آن 104.94 g/mol می‌باشد. شکل ظاهری این ترکیب، پودر سیاه است.